# Sublime (punkband)
Sublime was een Amerikaanse ska-punkband, waarvan de muziek een mengeling is tussen verschillende muziekstijlen, waaronder reggae, dub, ska, punk en hiphop. 
De band bestond uit Bradley Nowell (zanger en gitarist), Bud Gaugh (drummer) en Eric Wilson (basgitarist). Brad Nowell overleed aan een overdosis heroïne in 1996, op 28-jarige leeftijd. 

## Albums
- Jah Won't Pay the Bills (demo) (1991)
- 40 Oz. to Freedom (1992)
- Robbin' the Hood (1994)
- Sublime (1996)
- Second-hand Smoke (1997)
- Stand By Your Van (live) (1998)
- Sublime Acoustic: Bradley Nowell & Friends (1998)

## Behaalde hits
- 1995 "Date Rape"
- 1996 "What I Got"
- 1997 "Santeria"
- 1997 "April 26, 1992 (Miami)"
- 1997 "Wrong Way"
- 1997 "Caress Me Down"
- 1998 "Doin' Time"
- 1998 "Badfish"